# Canton de Manosque-1
Le canton de Manosque-1 est une circonscription électorale française du département des Alpes-de-Haute-Provence, créée par le décret du 24 février 2014 et entrant en vigueur lors des élections départementales de 2015.

## Histoire
Un nouveau découpage territorial des Alpes-de-Haute-Provence entre en vigueur en mars 2015, défini par le décret du 24 février 2014, en application des lois du 17 mai 2013 (loi organique 2013-402 et loi 2013-403). Les conseillers départementaux sont, à compter de ces élections, élus au scrutin majoritaire binominal mixte. Les électeurs de chaque canton élisent au Conseil départemental, nouvelle appellation du Conseil général, deux membres de sexe différent, qui se présentent en binôme de candidats. Les conseillers départementaux sont élus pour six ans au scrutin binominal majoritaire à deux tours, l'accès au second tour nécessitant 12,5 % des inscrits au premier tour. En outre la totalité des conseillers départementaux est renouvelée. Ce nouveau mode de scrutin nécessite un redécoupage des cantons dont le nombre est divisé par deux avec arrondi à l'unité impaire supérieure si ce nombre n'est pas entier impair, assorti de conditions de seuils minimaux. Dans les Alpes-de-Haute-Provence, le nombre de cantons passe ainsi de 30 à 15. Le canton de Manosque-1 fait partie des sept nouveaux cantons du département, les huit autres cantons portant la dénomination d'un ancien canton, mais avec des limites territoriales différentes.

## Géographie
Ce canton est organisé autour de Manosque dans l'arrondissement de Forcalquier. Son altitude varie de 308 m (Pierrevert) à 706 m (Montfuron) pour une altitude moyenne de m.
| Nom de la commune | Alt. mini (m) | Alt. maxi (m) |
| ----------------- | ------------- | ------------- |
| Manosque-1        | 317           | 587           |
| Montfuron         | 373           | 706           |
| Pierrevert        | 308           | 618           |

## Représentation
| Période élective | Période élective | Mandat | Mandat   | Identité            | Nuance | Nuance | Qualité                                                                                    |
| ---------------- | ---------------- | ------ | -------- | ------------------- | ------ | ------ | ------------------------------------------------------------------------------------------ |
| 2015             | 2028             | 2015   | 2021     | Stéphanie Colombero |        | LR     | Ergothérapeute à Pierrevert, conseillère municipale de Pierrevert depuis 2020              |
| 2015             | 2028             | 2015   | 2021     | Jacques Brès        |        | UDI    | Adjoint au maire de Manosque (2001-2020) 6e Vice-président délégué à la politique de l’eau |
| 2021             | 2027             | 2021   | en cours | Jacques Bres        |        | UDI    | Conseiller sortant, Premier Vice-Président du conseil départemental                        |
| 2021             | 2027             | 2021   | en cours | Stéphanie Colombero |        | LR     | Conseillère sortante                                                                       |

### Résultats détaillés

#### Élections de mars 2015
À l'issue du premier tour des élections départementales de 2015, deux binômes sont en ballottage : Jacques Bres et Stéphanie Colombero (Union de la Droite, 33,89 %) et Stéphanie Brochus et Eric Sauvaire (FN, 27,65 %). Le taux de participation est de 49,22 % (4 426 votants sur 8 992 inscrits) contre 55,34 % au niveau départemental et 50,17 % au niveau national.
Au second tour, Jacques Bres et Stéphanie Colombero (Union de la Droite) sont élus avec 66,34 % des suffrages exprimés et un taux de participation de 49,26 % (2 568 voix pour 4 430 votants et 8 993 inscrits).
Stéphanie Colombero et Jacques Brès sont membres du groupe Majorité départementale.
Jacques Brès est membre du MRSL.

#### Élections de juin 2021
Le premier tour des élections départementales de 2021 est marqué par un très faible taux de participation (33,26 % au niveau national). Dans le canton de Manosque-1, ce taux de participation est de 34,75 % (3 121 votants sur 8 982 inscrits) contre 40,72 % au niveau départemental. À l'issue de ce premier tour, deux binômes sont en ballottage : Jacques Bres et Stéphanie Colombero (LR, 37,27 %) et Christian Girard et Valérie Lafay Angelvin (RN, 28,88 %).
Le second tour des élections est marqué une nouvelle fois par une abstention massive équivalente au premier tour. Les taux de participation sont de 34,3 % au niveau national, 42,59 % dans le département et 36,49 % dans le canton de Manosque-1. Jacques Bres et Stéphanie Colombero (LR) sont élus avec 65,02 % des suffrages exprimés (1 961 voix pour 3 278 votants et 8 984 inscrits),,.

## Composition
Le canton de Manosque-1 est composé de deux communes entières et d'une fraction de la commune de Manosque : la partie de la commune de Manosque située au sud et à l'ouest d'une ligne définie par l'axe des voies et limites suivantes : depuis la limite territoriale de la commune de Villemus, route d'Apt, avenue du Lubéron, place du Docteur-Caire, rue Léon-Mure, boulevard des Lavandes, montée des Bassins, boulevard des Combes, rue des Tourelles, boulevard Casimir-Pelloutier, boulevard Elémir-Bourges, rue des Potiers, avenue du Majoral-Mestre-Raoul-Arnaud, allée Alphonse-Daudet, ravin de Drouille, avenue Frédéric-Mistral, rond-point, avenue du Maréchal-de-Lattre-de-Tassigny, place Damase-Arbaud, avenue de la Libération, ligne de chemin de fer de Marseille à Veynes, ravin de Drouille, limite de la section cadastrale AX jusqu'au chemin de Robert, chemin de Robert, ligne de chemin de fer de Marseille à Veynes, chemin de Pimoutier, route de Marseille D 4096, jusqu'à la limite territoriale de la commune de Sainte-Tulle.
| Nom                              | Code Insee | Intercommunalité                        | Superficie (km2) | Population (dernière pop. légale)               | Densité (hab./km2) | Modifier                                    |
| -------------------------------- | ---------- | --------------------------------------- | ---------------- | ----------------------------------------------- | ------------------ | ------------------------------------------- |
| Manosque (bureau centralisateur) | 04112      | CA Durance-Luberon-Verdon Agglomération | 56,73            | Fraction : 8 267 (2022) Commune : 22 807 (2022) | 402                | modifier les données · modifier les données |
| Montfuron                        | 04128      | CA Durance-Luberon-Verdon Agglomération | 18,88            | 220 (2022)                                      | 12                 | modifier les données · modifier les données |
| Pierrevert                       | 04152      | CA Durance-Luberon-Verdon Agglomération | 27,90            | 3 943 (2022)                                    | 141                | modifier les données · modifier les données |
| Canton de Manosque-1             | 0407       |                                         |                  | 12 430 (2022)                                   |                    | modifier les données                        |

## Démographie
En 2022, le canton comptait 12 430 habitants, en évolution de +6,59 % par rapport à 2016 (Alpes-de-Haute-Provence : +2,84 %, France hors Mayotte : +2,11 %).
| 2013   | 2018   | 2022   |
| ------ | ------ | ------ |
| 11 597 | 12 133 | 12 430 |